# Даціо
Даціо (італ. Dazio) — муніципалітет в Італії, у регіоні Ломбардія, провінція Сондріо.
Даціо розташоване на відстані близько 530 км на північний захід від Рима, 85 км на північ від Мілана, 22 км на захід від Сондріо.
Населення — 443 особи (2014).
Щорічний фестиваль відбувається 8 березня. 

## Демографія
Населення за роками:

Станом на 1 січня 2023 року в муніципалітеті офіційно проживало 25 іноземців з 8 країн, серед них 8 громадян країн Євросоюзу та 3 громадяни України.

## Сусідні муніципалітети
- Арденно
- Чиво
- Морбеньо
- Таламона